# Якина, Мария Михайловна
Мария Михайловна Якина (1926—1977) — трактористка совхоза «Чермозский» Ильинского района Пермской области. Герой Социалистического Труда (1971).

## Биография
Родилась Мария Михайловна в 1926 году в деревне Серьгино Чёрмозского района Пермского округа Уральской области. Когда началась Великая Отечественная война Марии Якиной было пятнадцать лет, вскоре она окончила курсы трактористов при Чермозской машинно-тракторной станции, где проработала до 1958 года. Продолжила свою трудовую деятельность в колхозе (ныне совхоз «Чермозский»), работала трактористкой. Многие годы Мария Михайловна была звеньевой картофелеводческого звена, больше тридцати лет она работала на земле, накопила большой опыт работы. При Пермском сельскохозяйственном институте Якина окончила курсы, старалась многому учиться. Мария Михайловна Якина каждый год собирала на огромных площадях хороший урожай картофеля, со своим звеном она работала по сторожевскому методу, используя для посадки высокие гребни. В восьмом пятилетнем плане (1966—1970) урожай картофеля собрали в среднем более 100 центнеров клубней с гектара.
Мария Михайловна была участником многих районных и областных соревнованиях механизаторов, на которых она входила в число призёров.
За высокие результаты и проявленную трудовую доблесть Мария Михайловна Якина была удостоена в 1971 году звания Героя Социалистического Труда с вручением ордена Ленина и золотой медали «Серп и Молот». 
Скончалась Мария Михайловна в 1977 года.
В селе Кылосово Чёрмозского городского поселения была названа улица именем Марии Михайловны Якиной.

## Награды
- Герой Социалистического Труда (08.04.1971);
- Ордена Ленина (08.04.1971);
- Медаль «Серп и Молот» (08.04.1971);
- медали.